# Adrien Didier
Pour les articles homonymes, voir Didier.
Adrien Didier, né à Gigors le 19 janvier 1838 et mort à Valence le 24 mars 1924, est un graveur au burin français.

## Biographie

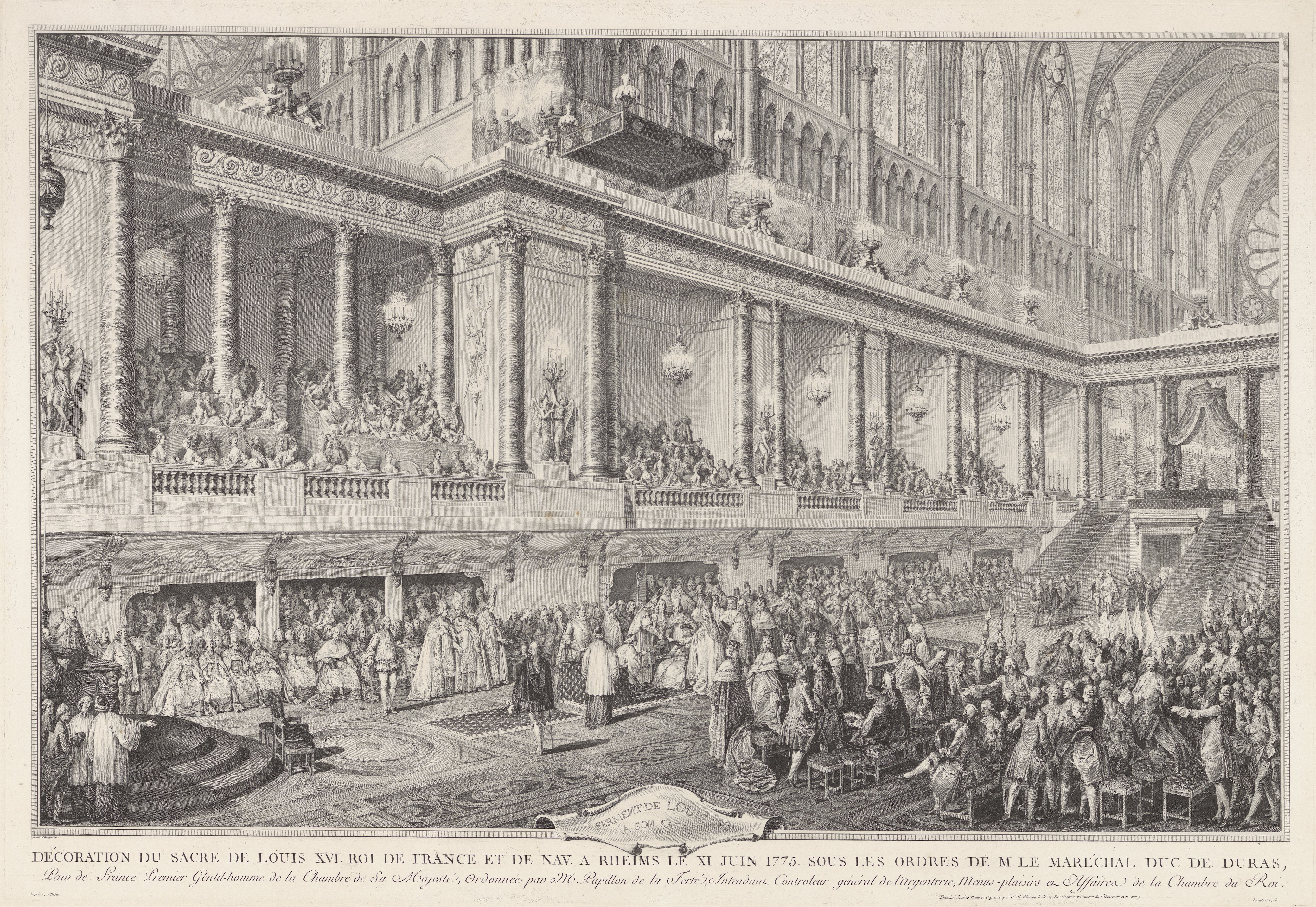
Décoration du sacre de Louis XVI (1874), d'après Pierre-Paul Prud'hon.

Adrien Didier est un élève de Victor Vibert, Hippolyte Flandrin et Louis-Pierre Henriquel-Dupont.
Il obtient au Salon des artistes français une médaille de 2e classe en 1869 puis une médaille de 1re en 1873, une médaille de 1re classe à l'Exposition universelle de 1878 et une médaille d'or à l'Exposition universelle de Paris de 1889. Chevalier de la Légion d'honneur (13 juillet 1880), il devient membre du Comité et du jury du Salon des artistes français et est à diverses reprises le Président du jury de gravure.